# Friedensbund der Kriegsteilnehmer
Pour les articles homonymes, voir FDK.
Le Friedensbund der Kriegsteilnehmer (FdK) était une association pacifiste et anti-militariste de la République de Weimar.
Fondée le 2 octobre 1919 à Berlin par Karl Vetter, Carl von Ossietzky, Kurt Tucholsky, Emil Julius Gumbel, Georg Friedrich Nicolai et Otto Lehmann-Rußbüldt, l'association a connu son heure de gloire en 1921, regroupant alors près de 30 000 membres.